# Hamad ben Khalifa Al Thani
Pour les articles homonymes, voir ben Khalifa et Al Thani.
Ne doit pas être confondu avec Khalifa ben Hamad Al Thani.
 (mars 2013).
Si vous disposez d'ouvrages ou d'articles de référence ou si vous connaissez des sites web de qualité traitant du thème abordé ici, merci de compléter l'article en donnant les références utiles à sa vérifiabilité et en les liant à la section « Notes et références ».
Cheikh Hamad ben Khalifa Al Thani (arabe : حمد بن خليفة آل ثاني), né le 1er janvier 1952 à Doha, est un émir du Qatar. Diplômé de l'Académie royale militaire de Sandhurst en 1971, il prend le pouvoir en 1995 en renversant son père Khalifa ben Hamad, et abdique en 2013 au profit de son fils Tamim.

## Biographie
Hamad Al Thani obtient son diplôme de l'Académie royale militaire de Sandhurst en Angleterre, en 1971.

### Prise du pouvoir
En 1995, alors que son père, Khalifa ben Hamad Al Thani, est en Suisse, Hamad, alors ministre de la Défense et chef des forces armées, le renverse et prend le pouvoir. Il lui reproche notamment d'avoir toujours préféré son frère et d'avoir voulu empêcher son mariage avec Moza bint Nasser al-Missned, fille d'un opposant politique.
Après une tentative ratée de retour en 1996 de son père qui reçoit le soutien de l'Arabie saoudite, le cheikh Hamad, avec l'aide de son ami Yamin Sajie, entreprend la modernisation du pays.

### Émir du Qatar
L'émir Hamad est notamment connu en Occident pour avoir créé la chaîne d'information arabe en continu Al Jazeera afin de contrer l'influence de l'islam saoudien. Cela lui a valu des critiques de la part des États-Unis mais aussi du monde journalistique en général. Ainsi, de nombreux médias occidentaux ont relevé que la chaîne d’informations ne traite quasiment jamais de sujets impliquant le Qatar.
Néanmoins, le Qatar reste un allié inconditionnel de la plupart des pays occidentaux ceux-ci dans le Moyen-Orient, pour preuve l'implantation d'universités américaines à « Education City », un projet mené par une des épouses du cheikh, Moza bint Nasser al-Missned.
En assurant une bonne qualité de vie à ses quelque 250 000 sujets (Qataris d'origine), il jouit d'une popularité inébranlable. En vingt ans, rien n'est venu remuer le Qatar, pas même la vague de contestation qui fait exploser le monde arabe. Le pouvoir est pourtant entièrement concentré dans les mains de l'émir : le pays ne compte ni parti politique, ni force d'opposition. Selon une enquête réalisée en 2011, les jeunes Qataris ne sont que 33 % à considérer que le multipartisme est « très important ». Leur priorité est plutôt un environnement sûr et un salaire juste. Et pour satisfaire son peuple, Hamad ben Khalifa dispose d'un atout de taille : d'immenses ressources naturelles. Du pétrole bien sûr, mais surtout du gaz, l'émirat étant situé sur le North Dome Field. Étendu sur 6 000 kilomètres carrés, il génère 60 % du PIB du pays. En moins de dix ans (en s'endettant pour exploiter ces gisements avec l'aide de Total), le pays est devenu le premier exportateur de gaz naturel liquéfié de la planète. Rien qu'en 2011, un millier de méthaniers se sont approvisionnés dans le port de Ras Laffan. Selon les autorités, ces réserves assureront le développement du Qatar pour les « cent prochaines années ». Et pourtant, l'après-gaz préoccupe. L'argent de la rente pétrolière et gazière (520 milliards d'euros) est investi dans le monde entier, à New York, Londres, en Suisse et en France. Parallèlement, l'émir encourage la création de petites et moyennes entreprises au sein de son propre pays ainsi que l'implantation de sociétés étrangères. La consigne est claire : « D'ici à 2020, notre budget doit être entièrement financé par des activités autres que l'extraction des hydrocarbures », a-t-il déclaré au FMI en 2010. Un défi pour ce pays, plus gros émetteur de dioxyde de carbone par habitant au monde. Le Qatar a érigé l'éducation en priorité. Et pour faire passer le message, l'émir a délégué une ambassadrice de charme : la deuxième et la plus médiatique de ses trois épouses. Depuis 1995, elle dirige la fondation Qatar pour « l'éducation, la science et le développement communautaire », dont le budget annuel est évalué à onze milliards d'euros.
Sur le plan diplomatique, l’émir est reconnu pour sa promotion très active de l’image de son pays sur la scène internationale. Il a été à l’initiative du rapprochement du Qatar avec un grand nombre de gouvernements au Moyen-Orient et dans le monde entier, sans égard aux rivalités voire aux hostilités entre les différentes puissances. Ainsi, l’émir conclut en 2010 un pacte de défense avec la Syrie et l’Iran tout en maintenant sur son territoire une base militaire américaine. De même, l’émir s’est déplacé en mars 2010 pour une visite secrète en Israël, alors même que la plupart des puissances du Golfe ne reconnaissent pas son droit d’exister.
L'émir s’est tout particulièrement intéressé à la France, et a noué des liens étroits avec son personnel politique. Hamad bin Khalifa Al Thani a par ailleurs assisté au défilé du 14 juillet 2007 en compagnie de Nicolas Sarkozy, alors président de la République.
En septembre 2009, il promet de donner un cheval en or au journaliste irakien Muntadhar al Zaidi, celui-ci ayant jeté ses chaussures sur le président des États-Unis de l'époque, George W. Bush.
Sous la direction de l'émir, le Qatar obtient auprès du parlement français l’exonération fiscale de ses investissements dans l’Hexagone. Par ailleurs, les Qatariens résidant en France ne sont pas redevables de l'impôt sur la fortune pendant leurs cinq premières années de résidence. En juin 2016, Marianne et Mediapart estiment l'investissement immobilier personnel en France de l'émir entre 1989 et 2015 à 34 biens ou domaines d’une valeur globale de 3,3 milliards d’euros. Il possède notamment un domaine à Mouans-Sartoux près de Cannes.
L'émir et sa femme, la cheikha Moza, se sont fortement impliqués en 2010 dans la campagne du Qatar pour remporter le droit d'organiser la Coupe du monde de football de 2022. Cependant, une série d’enquêtes de journalistes occidentaux a révélé que le vote du Comité exécutif de la FIFA en faveur du Qatar est le fait de versement de plus de 5 millions USD aux membres du Comité à l’initiative de Mohamed Bon Hammam, proche du pouvoir qatarien et ancien vice-président de la FIFA. Cependant, la cheikha a rejeté les allégations de corruption qatarie dans le processus de sélection pour la Coupe du Monde de la FIFA,
L'organisation de la Coupe du monde de football de 2022 a valu à l’émir bien d’autres critiques encore, notamment celles en lien avec les conditions de travail des immigrés sur les chantiers de construction des installations sportives en vue de l’évènement sportif. Ainsi, Human Rights Watch et de nombreuses autres associations de défense des droits de l’homme ont pointé du doigt l’absence presque totale d’encadrement législatif ou réglementaire par le gouvernement du Qatar des conditions de travail des non-qatariens.

### Abdication
En juin 2013, le journal britannique The Daily Telegraph publie un article sur une probable abdication de l'émir en faveur de son fils Tamim avant la fin du mois,,,. Cette information est reprise par de nombreux médias. L'information est publiée deux semaines avant la tenue prévue des premières élections législatives de l'histoire du pays, qui devaient avoir lieu le 30 juin.
Son abdication est finalement annoncée le 25 juin 2013. Il conserve cependant une forte influence sur la politique du pays.
En janvier 2016, le parquet de Paris a ouvert une enquête pour blanchiment de fraude fiscale visant la principale collaboratrice de l’ancien émir, Chadia Clot, et impliquant indirectement Hamad ben Khalifa al-Thani. Selon la justice française, l’émir aurait validé « pour le compte et au nom du Qatar » un paiement de plus de 1,9 million d’euros versé sur le compte suisse d’une société immatriculée aux Iles Vierges et qui s’est par la suite avérée n’être qu’une coquille vide. Cette transaction aurait permis à l’architecte italien chargé de l’aménagement du yacht de l’émir d’échapper à l’impôt.

### Mariages et descendance
De ses trois épouses, le cheikh Hamad a vingt-quatre enfants, dont 11 garçons et 13 filles, portant le prédicat d'altesse. C'est la princesse Mozah qui l'accompagne le plus souvent dans les actes officiels, faisant ainsi figure de princesse consort.
1. Avec sa première épouse, Mariam bint Mohammed Al Thani, il a deux fils et six filles :
  1. Mishaal ben Hamad Al Thani (en)
  2. Fahd ben Hamad Al Thani
  3. Hussah bint Hamad Al Thani
  4. Sara bint Hamad Al Thani
  5. Rawdah bint Hamad Al Thani
  6. Fatima bint Hamad Al Thani
  7. Mashael bint Hamad Al Thani
2. Avec sa deuxième épouse, Mozah bint Nasser al-Missned, il a cinq fils et deux filles :
  1. Jassem ben Hamad Al Thani (en), prince héritier (1996-2003)
  2. Tamim ben Hamad Al Thani, prince héritier (2003-2013) puis émir du Qatar (depuis 2013)
  3. Joaan ben Hamad Al Thani (en)
  4. Khalifa ben Hamad ben Khalifa Al Thani (en)
  5. Mohammed ben Hamad Al Thani
  6. Al-Mayassa bint Hamad Al Thani
  7. Hind bint Hamad Al Thani
3. Avec sa troisième épouse, Noora bint Khalid Al Thani, il a quatre fils et cinq filles :
  1. Khalid ben Hamad Al Thani (en)
  2. Abdallah ben Hamad Al Thani (vice-émir depuis 2014)
  3. Thani ben Hamad Al Thani (en)
  4. Al-Qaqa ben Hamad Al Thani
  5. Lulwaa bint Hamad Al Thani
  6. Maha bint Hamad Al Thanii
  7. Dana bint Hamad Al Thani
  8. Al-Anood bint Hamad Al Thani
  9. Mariam bint Hamad Al Thani

## Décorations étrangères
- Grand-croix de l'ordre de Skanderbeg (Albanie)
- Grand-croix de l'ordre national du Mérite (Albanie)
- Grand-croix de l’ordre du Mérite de la République fédérale d'Allemagne

- Grand collier de l'ordre du roi Abdelaziz (Arabie Saoudite)
- Grande étoile de l’ordre du Mérite (Autriche)
- Première classe de l'ordre de Stara Planina (Bulgarie)
- Grand-croix de l'ordre national du Côte d'Ivoire
- Grand-croix de l'ordre du Roi Tomislav (Croatie)
- Médaille de l'ordre de José Martí (Cuba)
- Grand-croix à l'étoile d'argent de l'ordre du mérite de Duarte, Sánchez et Mella (République dominicaine)
- Grand cordon de l'ordre du Nil (Égypte)
- Collier de l’ordre d’Isabelle la Catholique (Espagne)
- Grand-croix de la Légion d'honneur (France)
- Grand-croix de l’ordre du Rédempteur (Grèce)
- Grand cordon de l'ordre de l'Étoile de la république d'Indonésie (en)
- Chevalier grand-croix avec collier de l'ordre du Mérite de la République italienne
- Collier de l'ordre de Ali ibn Hussein (Jordanie)
- Collier de l'ordre de Moubarak le Grand (en) (Koweït)
- Grand cordon de l’ordre du Cèdre du Liban
- Grand cordon de l'ordre national du Mérite (Liban)
- Médaille de l'ordre du 8 septembre (Macédoine)
- Grand cordon de l'ordre de la Couronne du Royaume (Malaisie)
- Compagnon d'honneur avec collier de l'ordre national du Mérite (Malte)
- Collier de l'ordre de la Souveraineté (Maroc)
- Grand collier de l'État de Palestine (Palestine)
- Collier de l'ordre de la république de Pakistan (en) (Pakistan)
- Grand-croix de l'ordre du Soleil (Pérou)
- Grand collier de l'ordre de l'Infant Dom Henrique (Portugal)
- Collier de l'ordre d'Oman (Oman)
- Chevalier grand-croix de l'ordre du Lion néerlandais (Pays-Bas)
- Grand-croix de l'ordre de Lakandula (Philippine)
- Chevalier commandeur de l'ordre du Bain (Royaume-Uni)
- Chevalier grand-croix honoraire de l'ordre de Saint-Michel et Saint-Georges (Royaume-Uni)
- Grand-croix de l’ordre national du Lion (Sénégal)
- Collier de l'ordre de l'Étoile de Roumanie
- Grand cordon de l'ordre de Darjah Utama Temasek (Singapour)
- Grand cordon de l'ordre du 7-Novembre (Tunisie)
- Première classe de l'ordre du Prince Yaroslav le Sage (Ukraine)
- Collier de l'ordre de Francisco de Miranda (en) (Venezuela)
- Grand-croix de l'ordre du Libérateur (Venezuela)

## Annexe